# Ильинка (Долгоруковский сельсовет)
Ильи́нка — деревня Долгоруковского сельского поселения Долгоруковского района Липецкой области. Расположено на границе с селом Долгоруково — районным центром.

## География
Через Ильинку протекает река, впадающая в Снову.

## История
Деревня возникла во второй половине XVIII века. Она также имела другие названия — Бога́тая и Бога́тая Ильи́нка. Название происходит от фамилии землевладельца Н. И. Ильина. Он встречается в документах 1778 года.
Сегодня Ильинка известна благодаря мастеру Н. Мишину. Он превратил свой дом в произведение деревянного зодчества, а его резные иконы ценятся и за пределами района.

## Население
| 2010 | 2011 |
| ---- | ---- |
| 604  | →604 |